# Антігоні Дрісбіоті
Антігоні Дрісбіоті (грец. Αντιγόνη Ντρισμπιώτη; англ. Antigoni Drisbioti; нар. 21 березня 1984) — грецька легкоатлетка, яка спеціалізується в спортивній ходьбі.

## Спортивні досягнення
Переможниця (в особистому заліку) та срібна призерка (в командному заліку) командного чемпіонату Європи з ходьби на дистанції 35 км (2021).
Учасниця Олімпійських ігор-2016 (15 місце у ходьбі на 20 км).
Рекордсменка та чемпіонка Греції.